# Karl Leiter
Pour les articles homonymes, voir Leiter.
Karl Leiter, né à Vienne (Autriche) le 9 février 1890 et mort dans la même ville le 23 août 1957 , est un réalisateur autrichien.

## Filmographie partielle
- 1922 : Länglichs Himmelfahrt
- 1926 : Le Masque d'épouvante (Pratermizzi) coréalisé avec Gustav Ucicky
- 1929 : Die verschwundene Frau
- 1929 : Die Dame auf der Banknote
- 1943 : Das Ferienkind
- 1949 : Liebesprobe
- 1959 : Auch Männer sind keine Engel